# Gran Premio Román Martín
El Gran Premio Román Martín es uno de los grandes premios que se disputa desde el 2013 en el Hipódromo de la Zarzuela de Madrid, durante la temporada de otoño, en el mes de noviembre. La carrera está destinada a caballos y yeguas de tres años en adelante sobre una distancia de 2.000 metros.
Desde la edición del 2013 hasta la edición del 2017 su denominación fue Gran Premio Aniversario Hipódromo de la Zarzuela. Para la edición del 2018, el Gran Premio Aniversario Hipódromo de la Zarzuela y el Gran Premio Román Martín intercambiaron la denominación de sus respectivos grandes premios y los conservan hasta la actualidad. El Gran Premio Reapertura disputado en la temporada de otoño del 2005, cuando se reabrió el Hipódromo de la Zarzuela, se puede considerar su predecesor, ya que se disputó bajo las mismas condiciones que el actual Gran Premio Román Martín

## Palmarés[1][2][3]
| Gran Premio Román Martín                         |                    |                       |                                 |                                         |       |
| 2024                                             | NARANCO (GB)       | Václav Janáček        | Guillermo Arizcorreta           | Yeguada Rocío                           | 2000m |
| 2023                                             | SAFAGA (SPA)       | Guillaume Trolley     | Christian Delcher               | Cuadra Asociación La Toledana - Becares | 2000m |
| 2022                                             | IL DECAMERONE (FR) | Ricardo Sousa         | Óscar Anaya                     | Cuadra Reza Pazooki                     | 2000m |
| 2021                                             | MEDIA STORM (GB)   | Luis Fonseca          | Gaspar Vaz                      | Cuadra Best Horse                       | 2000m |
| 2020                                             | NORAY (FR)         | Ignacio Melgarejo     | Enrique León                    | Cuadra Enrique León                     | 2000m |
| 2019                                             | SALLAB (IRE)       | Borja Fayos           | Óscar Anaya                     | Cuadra Tinerfe                          | 2000m |
| 2018                                             | NORAY (FR)         | Ricardo Sousa         | Enrique León                    | Cuadra Enrique León                     | 2000m |
| Gran Premio Aniversario Hipódromo de la Zarzuela |                    |                       |                                 |                                         |       |
| 2017                                             | ALMOROX (GB)       | Julien Augé           | Christophe Ferland              | Ecurie Antonio Caro                     | 2000m |
| 2016                                             | MADRILEÑO (GB)     | Václav Janáček        | Guillermo Arizkorreta           | Cuadra Popular                          | 2000m |
| 2015                                             | MADRILEÑO (GB)     | Václav Janáček        | Guillermo Arizkorreta           | Cuadra Popular                          | 2000m |
| 2014                                             | RISBY (SPA)        | Jeremy Crocquevieille | Ioannes Osorio                  | Cuadra Viguria                          | 2000m |
| 2013                                             | CELTIC ROCK (GB)   | José Luis Martínez    | José Carlos Fernández Rodríguez | Cuadra Habit                            | 2000m |